# Absolutely Live (The Doors)
| Recensione                        | Giudizio     |
| --------------------------------- | ------------ |
| AllMusic                          | [ 5 ]        |
| Robert Christgau                  | B            |
| The New Rolling Stone Album Guide | [ 7 ]        |
| Sputnikmusic                      | 4.5 (Superb) |
| Piero Scaruffi                    | [ 9 ]        |
| OndaRock                          | [ 10 ]       |

Absolutely Live è il primo album live pubblicato dal gruppo musicale rock statunitense The Doors nel luglio del 1970.

## Tracce
Lato A
1. Who Do You Love (Ellas McDaniel)
2. Medley

Lato B
1. Build Me a Woman (Jim Morrison, The Doors)
2. When the Music's Over (Jim Morrison, The Doors)

Lato C
1. Close to You (Willie Dixon)
2. Universal Mind (Jim Morrison, Robby Krieger)
3. Break on Through (To the Other Side) (Jim Morrison, The Doors)

Lato D
1. The Celebration of the Lizard (Jim Morrison, The Doors)
2. Soul Kitchen (Jim Morrison)

Edizione CD del 1996, pubblicato dalla Elektra Records (E2 61972)
1. House Announcer – 2:40
2. Who Do You Love – 6:02 (Ellas McDaniel)
3. Alabama Song – 1:51 (Bertolt Brecht, Kurt Weill) – Medley
4. Back Door Man – 2:22 (Willie Dixon) – Medley
5. Love Hides – 1:48 (The Doors) – Medley
6. Five to One – 4:34 (The Doors) – Medley
7. Build Me a Woman – 3:33 (The Doors)
8. When The Music's Over – 16:16 (The Doors)
9. Close to You – 4:04 (Willie Dixon)
10. Universal Mind – 4:54 (The Doors)
11. Petition the Lord with Prayer – 0:52 (The Doors)
12. Dead Cats, Dead Rats – 1:57 (The Doors) – Medley
13. Break on Through (To the Other Side) – 4:36 (The Doors) – Medley
14. Lions in the Street – 1:14 (The Doors) – Celebration of the Lizard
15. Wake Up – 1:21 (The Doors) – Celebration of the Lizard
16. A Little Game – 1:12 (The Doors) – Celebration of the Lizard
17. The Hill Dwellers – 2:35 (The Doors) – Celebration of the Lizard
18. Not to Touch the Earth – 4:14 (The Doors) – Celebration of the Lizard
19. Names of the Kingdom – 1:29 (The Doors) – Celebration of the Lizard
20. The Palace of Exile – 2:20 (The Doors) – Celebration of the Lizard
21. Soul Kitchen – 7:15 (The Doors)

Durata totale: 77:09

## Formazione
- Jim Morrison - voce
- Ray Manzarek - tastiera, organo, basso e voce in Close To You
- Robby Krieger - chitarra
- John Densmore - batteria

## Classifica
- Billboard Music Charts (Nord America, classifica Pop Album): posizione 8 (1970)